# Enrico Pellegriti
Enrico Pellegriti (Genk, 6 november 1989) is een Belgisch voetballer van Italiaanse afkomst die als verdediger voor Spouwen-Mopertingen speelt. Hij was in het profvoetbal actief voor KFC Dessel Sport. Hij is de broer van Agatino Pellegriti, die voor dezelfde club speelde.

## Carrière
Enrico Pellegriti speelde in de jeugd van KRC Genk en FC Groningen, waar hij in 2009 vertrok om bij KSK Hasselt te spelen. In september 2010 vertrok hij naar FC Oss, waarmee hij uit de Topklasse naar de Eerste divisie promoveerde. Via Overpeltse VV en KVK Tienen kwam hij in het profvoetbal terecht bij KFC Dessel Sport, wat uitkwam in de Tweede klasse. Hij debuteerde voor Dessel op 9 augustus 2014, in de met 3-1 verloren uitwedstrijd tegen Oud-Heverlee Leuven. Na twee seizoenen keerde hij weer terug in het amateurvoetbal bij Bocholter VV, waarna hij uitkwam voor Spouwen-Mopertingen. Medio 2019 zal hij naar Olympia SC Wijgmaal vertrekken om ook daar één seizoen te actief te zijn. In het seizoen 2020-2021 komt hij uit voor het ambitieuze FC Wezel Sport in de hoogste provinciale afdeling Antwerpen.

### Statistieken
| Seizoen                     | Club             | Land           | Competitie     | Competitie | Competitie | Beker | Beker | Overig | Overig | Totaal | Totaal |
| Seizoen                     | Club             | Land           | Competitie     | Wed.       | Dlp.       | Wed.  | Dlp.  | Wed.   | Dlp.   | Wed.   | Dlp.   |
| --------------------------- | ---------------- | -------------- | -------------- | ---------- | ---------- | ----- | ----- | ------ | ------ | ------ | ------ |
| 2010/11                     | KSK Hasselt      | België         | Derde klasse B | 0          | 0          | 0     | 0     | –      | –      | 0      | 0      |
| 2010/11                     | FC Oss           | Nederland      | Topklasse Zo.  | 2          | 0          | 1     | 0     | 2      | 0      | 5      | 0      |
| 2012/13                     | KVK Tienen       | België         | Derde klasse B | 19         | 0          | 0     | 0     | –      | –      | 19     | 0      |
| 2014/15                     | KFC Dessel Sport | België         | Tweede klasse  | 20         | 0          | 0     | 0     | –      | –      | 20     | 0      |
| 2015/16                     | KFC Dessel Sport | België         | Tweede klasse  | 2          | 0          | 0     | 0     | –      | –      | 2      | 0      |
| Carrièretotaal              | Carrièretotaal   | Carrièretotaal | Carrièretotaal | 43         | 0          | 1     | 0     | 2      | 0      | 46     | 0      |
| Bijgewerkt op 27 april 2019 |                  |                |                |            |            |       |       |        |        |        |        |